# Radeleczki Sándor
Radeleczki Sándor (Szatmárnémeti, 1959. november 5. –) erdélyi származású matematikus, egyetemi tanár.

## Életpályája
1983-ban matematikus és matematikatanári diplomát szerzett a kolozsvári tudományegyetemen. 1983–1988 között általános iskolai matematikatanár szülővárosában. 1989. március 1-jétől a Miskolci Egyetem oktatója, jelenleg a Matematikai Intézet Analízis Tanszékének egyetemi tanára. 1996-ban megszerezte a doktori fokozatot. 1999–2002 között az MTA Bolyai-ösztöndíjasa. 2002-ben elnyerte a Széchenyi István-ösztöndíjat. A matematikai tudomány kandidátusa: 1996, MTA Dr. Habil: Hatvany József Informatikai Tudományok Doktori Iskola, Miskolci Egyetem, 2009. 2015-től egyetemi tanár.

## Munkássága
Oktatott tárgyak: diszkrét matematika, lineáris algebra, matematikai logika, automaták és formális nyelvek. Kutatási területei: hálók, részbenrendezett halmazok, univerzális algebrák, fogalomanalízis, durva halmazok.

### Könyvfejezet
- Detzky, I., Erdélyi F., Radeleczki, S. és Tóth, T.: Vállalati modellek, minőségmenedzsment és informatika, I. rész, 2.3. fejezet, Alkotószerkesztő: Dr. Tóth Tibor, Műszaki Könyvkiadó, Budapest, 1999, ISBN 963 16 3047 1.

### Tézisek
- Radeleczki, S.: Tolerancia-triviális grupoidok, grupoidosztályok és félcsoportok, University Doctorate Thesis, ELTE, Budapest, 1992.
- Radeleczki, S.: The Simultaneous Representation of Unary Algebras, Thesis for the "Candidate" (PhD) Degree, MTA, Budapest, 1996.
- Radeleczki, S.: Hálók és alkalmazásaik, Hatvany József Informatikai Tudományok Doktori Iskola, Miskolci Egyetem, Műszaki-természettudományi Habilitációs Tanács, 2008.

### Cikkei (válogatás)
- Radeleczki S.: The automorphism group of unary algebras, Math. Pannonica 7/2 (1996), 253-271.
- Radeleczki S.: The direct decomposition of L-algebras into products of subdirectly irreducible factors, Journal of Australian Math. Soc. Ser A., 75 (2003), 41-56.
- Czédli G., Horváth K. E., Radeleczki S.: On tolerance lattices of algebras in congruence modular varieties, Acta Mathematicae Hungarica, 100 (1-2) (2003), 9-17.
- Chajda I., Radeleczki S.: 0-conditions and tolerance schemes, Acta Mathematicae Universitae Comenianae, Vol. LXXII, 2(2003), 177-184.
- Järvinen, J.; Radeleczki, S.; Veres, L.:  Rough sets determined by quasiorders, Order, 26, No. 4, 337-355 (2009).
- Pöschel, R.; Radeleczki, S.: Related structures with involution, Acta Math. Hung., 123, No. 1-2, 169-185 (2009).
- Jakubíková-Studenovská, D.; Pöschel, R.;  Radeleczki, S.: The lattice of compatible quasiorders of acyclic monounary algebras. Order, 28, No. 3, 481-497 (2011).
- Järvinen, J.; Radeleczki, S.:  Representation of Nelson algebras by rough sets determined by quasiorders, Algebra Univers., 66, No. 1-2, 163-179 (2011), erratum ibid. 66, No. 1-2, 181 (2011).